# 布莱特朗
布莱特朗（法語：Bletterans，法語發音：[blɛtʁɑ̃]），法国东部市镇，位于勃艮第-弗朗什-孔泰大区汝拉省，隶属于隆斯勒索涅区，其市镇面积为7.97平方公里，2022年1月1日时人口数量为1,530人，在法国城市中排名第6,984位。
布莱特朗位于汝拉省西部，西侧与索恩-卢瓦尔省接壤，塞耶河流经镇中心，是一个区域性的中心市镇，多条公路在此交汇。

## 地名来源
根据法国地名学家阿尔贝·多扎的论述，布莱特朗最初于公元1050年以“Bleterenco”的形式被记载，该名称可能出自日耳曼人名“Blithar”。

## 历史
古典时期，布莱特朗为塞克纳人（Seknes）的活动范围，后者为高卢人的一支部落。罗马人入侵后，两条罗马道路在此交汇。中世纪时，布莱特朗长期为勃艮第伯国的一部分，沙隆-阿尔莱的让一世曾于1275年主持修建布莱特朗城墙。三十年战争期间，法兰西军队于1637年6月发动布莱特朗围城战并获得成功，但布莱特朗市区遭到严重破坏，大批建筑废弃。法国大革命后，布莱特朗成为汝拉省的一个市镇。工业革命期间，途径布莱特朗的绍热－隆斯勒索涅铁路建成通车，后因设施老化而于1969年关闭。

## 地理

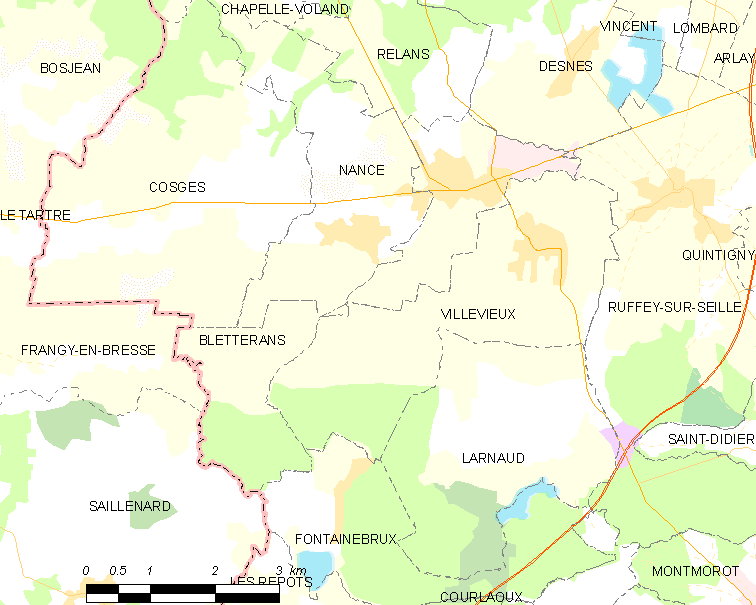
布莱特朗市镇范围地图

布莱特朗位于法国东部，勃艮第-弗朗什-孔泰大区中东部和汝拉省西部，距离省会隆斯勒索涅大约13公里。与布莱特朗接壤的市镇包括：楠斯、科日、代讷、方丹布吕、勒朗、塞耶河畔吕费、维勒维约、布雷斯地区弗朗日、萨耶纳尔。

### 地形
布莱特朗位于布雷斯平原北部，境内以平原为主，市镇中心地势较为平坦，全境海拔在190到224米之间。

### 水文
布莱特朗位于罗讷河流域范围内，塞耶河自东向西流经镇中心，该河在布莱特朗镇中心分为两条水道。

### 植被
布莱特朗属于温带阔叶混交林区，林地主要分布于河流附近，市镇范围西南部为韦尔讷树林（Bois des Vernes）。
在鲜花城市的评比中，布莱特朗被评为2星级鲜花城市。

### 气候
布莱特朗在柯本气候分类法中属于带有大陆性特征的温带海洋性气候。

## 行政区划
布莱特朗的市镇编号为39056，邮政编号为39140。
在行政管理方面，布莱特朗隶属于法国勃艮第-弗朗什-孔泰大区汝拉省隆斯勒索涅区；在地方选举方面，布莱特朗是布莱特朗县的中央投票站所在地，其市镇范围全境被划入汝拉省第一选区；在社会管理方面，布莱特朗是布雷斯-上塞耶市镇公共社区的办公驻地。
法国国家统计与经济研究所（简称）在进行数据统计时，未将布莱特朗划入任何城市核心区（Unité urbaine）内，并将包括布莱特朗在内的周边共89个市镇划为隆斯勒索涅城市区。自2020年起，布莱特朗城市区被包含139个市镇的隆斯勒索涅城市辐射区内。此外，还将布莱特朗市镇整体看作一个“块区”（IRIS），以便于统计人口分布情况。

## 交通

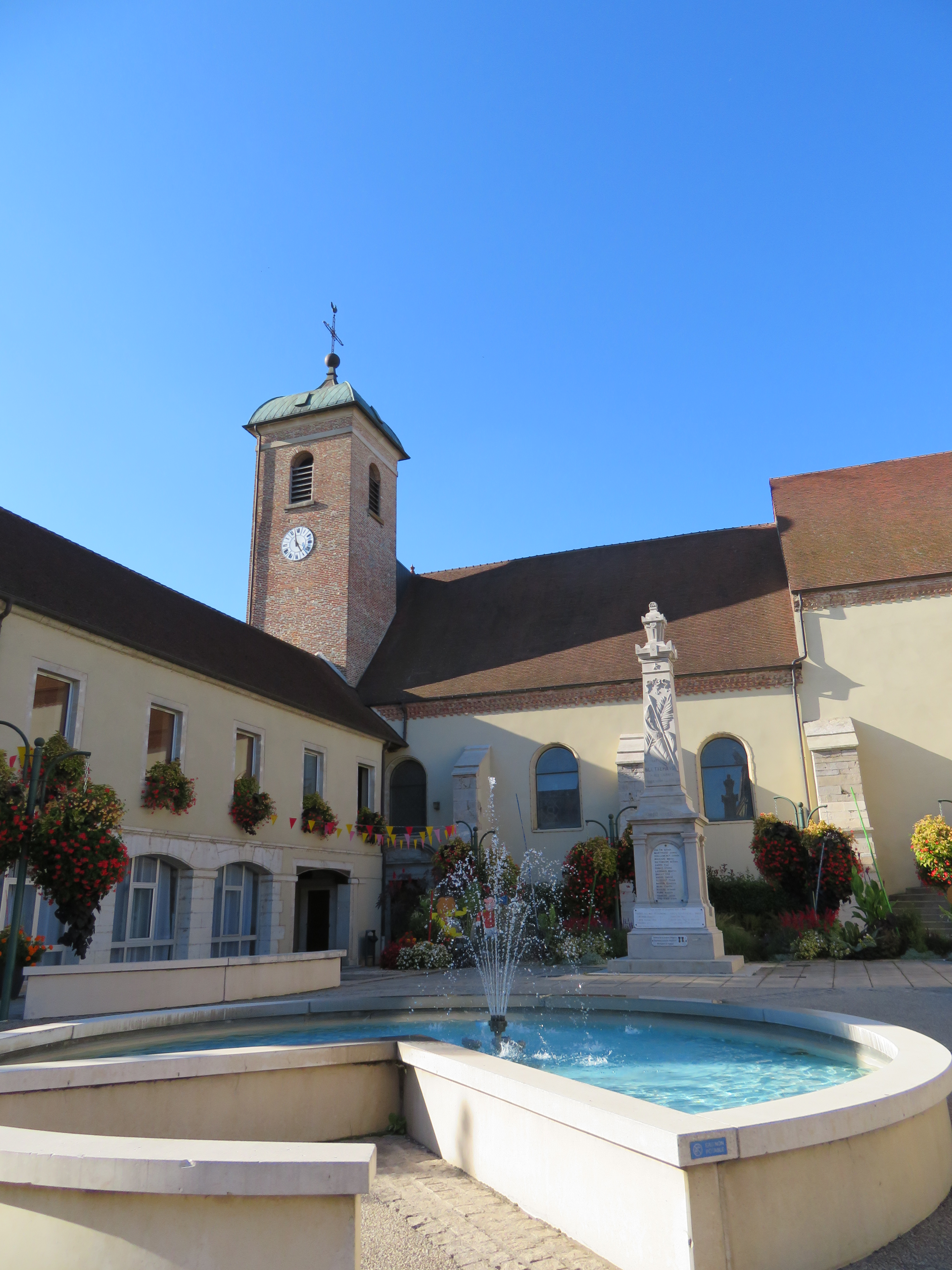
布莱特朗市政厅广场

### 公路
汝拉省省道D33线、D58线、D120线、D122线、D420线和D470线在布莱特朗境内交汇，勃艮第-弗朗什-孔泰大区下属的城际客运提供巴士线路，可前往周边部分市镇。
2019年，65.6%的布莱特朗家庭拥有至少一辆私人汽车。2012年，布莱特朗境内共发生各类交通事故2起，造成2人受伤，其中2人重伤。
| 26 | 52 |

| 7.1 | 7.6 |

| 隆斯勒索涅 | 14 |

| 多勒 | 43 |

| 博讷 | 64 |

| 绍桑 | 29 |

| 索恩河畔沙隆 | 48 |

| 卢昂 | 24 |

### 铁路
布莱特朗位于绍热－隆斯勒索涅铁路上，该铁路已于1969年关闭。
距离布莱特朗最近的运营中的客运铁路车站为13公里外的隆斯勒索涅站，该站停靠往返于贝桑松和里昂一线的区域列车。

### 航空
距离布莱特朗最近的民用航空站为多勒机场，距离布莱特朗市中心的公路里程约42公里。

### 城市公共交通
截至2022年11月，布莱特朗暂无城市公共交通系统。

## 政治
布莱特朗的现任市长为斯泰凡·朗贝格先生（Stéphane LAMBERGER），他是一名无党派人士，在2020年的市政选举中获得了100.00%的支持率（无其他候选人）。
在2022年的法国总统大选中，法国第25任总统埃马纽埃尔·马克龙在布莱特朗获得了.%的支持率。

## 人口
2019年，布莱特朗市镇人口数量为1,500，在法国排名第6,984位。其中男性698人，女性802人，75岁及以上人口占14.6%，外籍人口（Popultionétrngère）数量为29人，人口密度为188人/平方公里，当地居民被称为（男性）或（女性）。2020年，布莱特朗境内出生17人，死亡人口45人。
| 布莱特朗1901年－2019年人口变化情况 |
|                                    |
| 数据来源：Cassini、INSEE           |

## 经济
布莱特朗是一个区域性的中心市镇。截止2022年11月，布莱特朗市镇范围内共有各类用人单位（包含自雇）363家，平均历史为17年，其中99.54%为中小型企业（PME），2022年9月至11月间，当地的经济活力指数为1.1%。（木材加工）、（企业管理）及（企业顾问）是当地2021年营业额最高的三个企业，分别为2,369,428欧元、497,871欧元和473,605欧元。

## 财政与居民收入
2020年，布莱特朗的财政收入总额为1,379,000欧元，财政支出总额为1,199,200欧元，当年的债务总额为2,221,590欧元。2021年，布莱特朗市镇共获得256,338欧元的国家财政补助，比上一年增加了3.73%。
2020年，布莱特朗的人均月收入总额为1,739欧元，低于法国平均水平（2,303欧元）。
2019年，布莱特朗境内的青壮年（15至64岁）失业率为16.0%，当地40.2%的家庭拥有纳税资格，平均纳税1,984欧元，低于法国平均水平（3,910欧元）。

## 社会事务

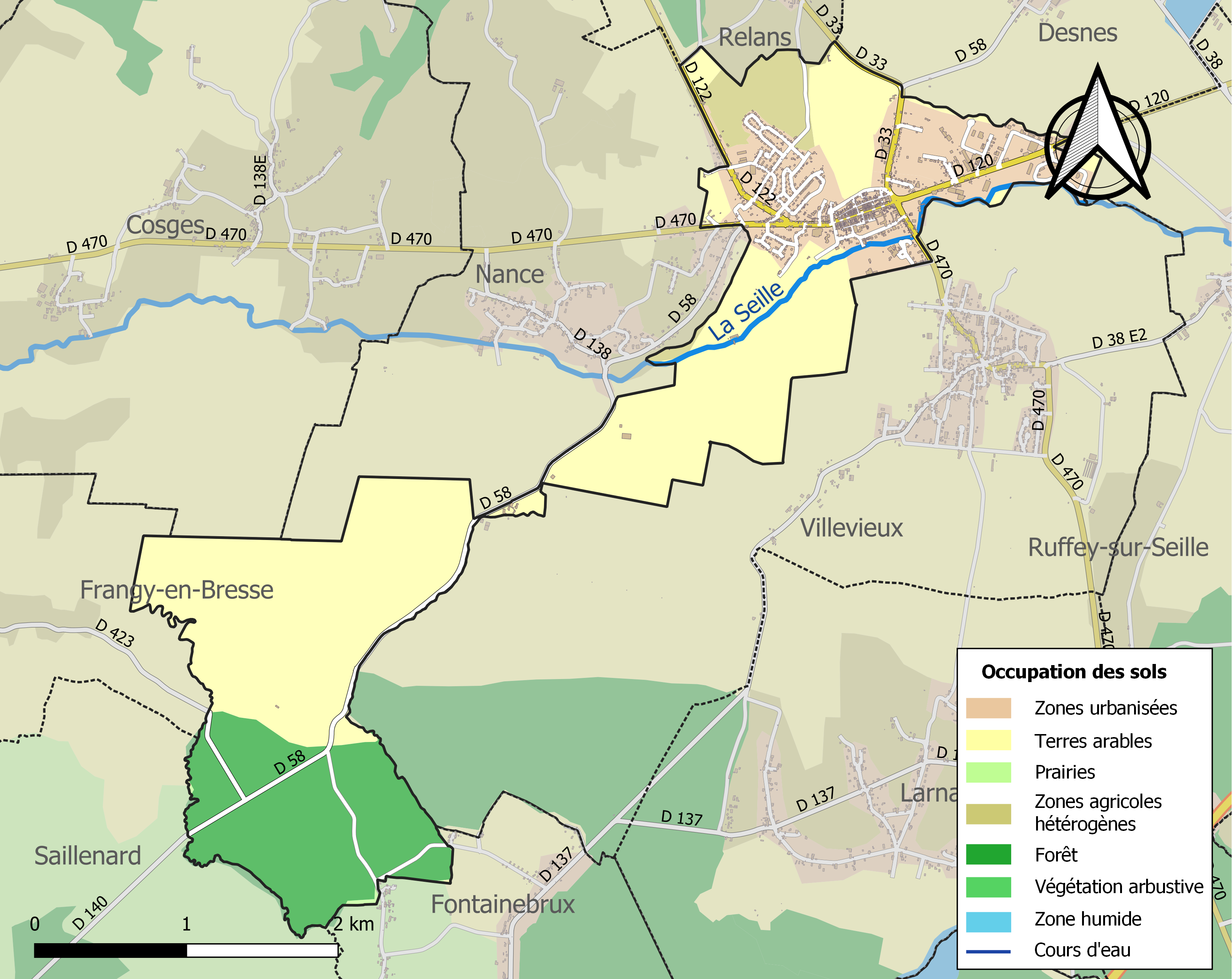
布莱特朗土地利用情况地图

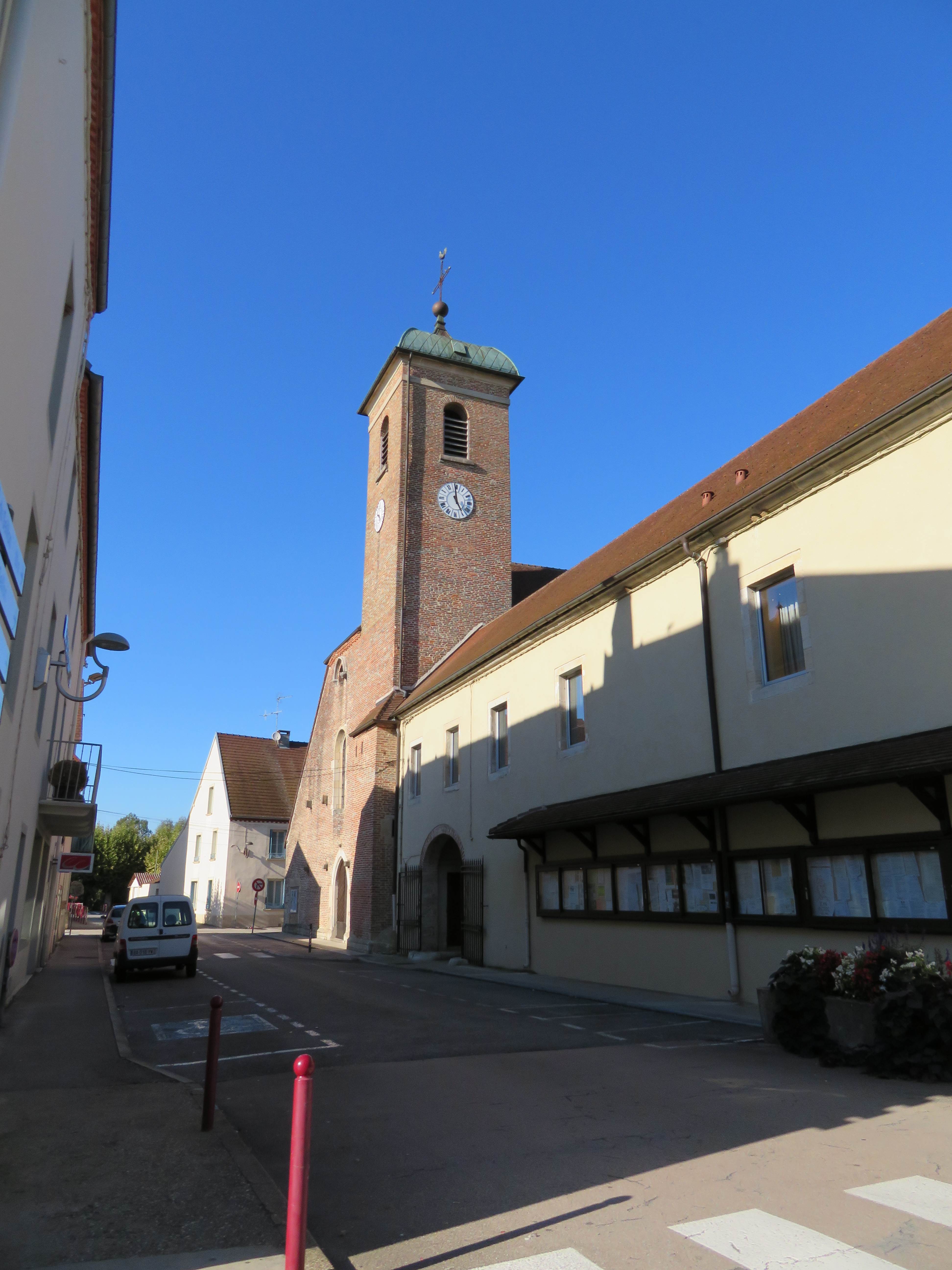
布莱特朗镇中心的路易一世街

### 教育
布莱特朗属于贝桑松学区。截止2021年1月1日，布莱特朗境内共有1所幼儿园、1所小学和1所初级中学。 2018至2019学年度，布莱特朗境内共有在校中等教育阶段学生382名。

### 医疗
截止2021年1月1日，布莱特朗境内共有全科医生4名、保健师4名、牙医2名、护士8名、耳科医生0名、眼科医生0名、皮肤科医生0名、助产士0名、儿科医生0名和妇科医生0名。境内共有药房2家。
距离布莱特朗最近的区域性医疗机构为隆斯勒索涅中心医院，其主病区位于隆斯勒索涅市区，距离布莱特朗市区的正常车程约20分钟，该院设有床位551个，是当地规模最大的公立综合性医院。

### 住房
2019年，布莱特朗境内共有各类住房942套，其中49.0%为独立式居民区，42.8%为集中式居民区。常住房屋占布莱特朗市镇范围内居民建筑总量的85.2%。
在住房保障政策方面，2021年，布莱特朗境内共有194户家庭获得了住房经济补助，受益人数占总人口数量的12.9%，其中187份为房租补助。

### 商业
2021年，布莱特朗境内共有各类实体商铺82家，其中餐厅7家、大型超市2家、杂货店1家、面包房4家、肉铺1家、书店1家、装饰品店1家、银行门店4家、美容美发店7家、汽车维修店9家。市区西部建有一家Super U超市。

### 体育
2021年，布莱特朗境内共有1间体育馆、1座综合体育场、2处网球场以及1处足球或橄榄球场。
截至2022年11月，布莱特朗境内共有两家注册足球俱乐部。布雷斯-汝拉足球俱乐部（Bresse Jura Foot，编号550956）是当地的代表性足球队，其主队2022至2023赛季参加勃艮第-弗朗什-孔泰大区足球联赛甲组（法国第六级别），其主场为让·佩罗丹球场（Stade Jean Perrodin）。

### 环境
布莱特朗的环境事务由其所属的布雷斯-上塞耶市镇公共社区联合各级政府协调负责。2021年，布莱特朗境内暂无污染企业。

### 治安
2021年，布莱特朗市镇范围内共有1处宪兵队。
布莱特朗及其附近的共221个市镇是隆斯勒索涅国家宪兵队的管辖范围。2020年，该宪兵队累计记录各类案件2,294起，其中盗窃类案件946起，经济类案件675起，毒品交易类案件90起。

## 文化

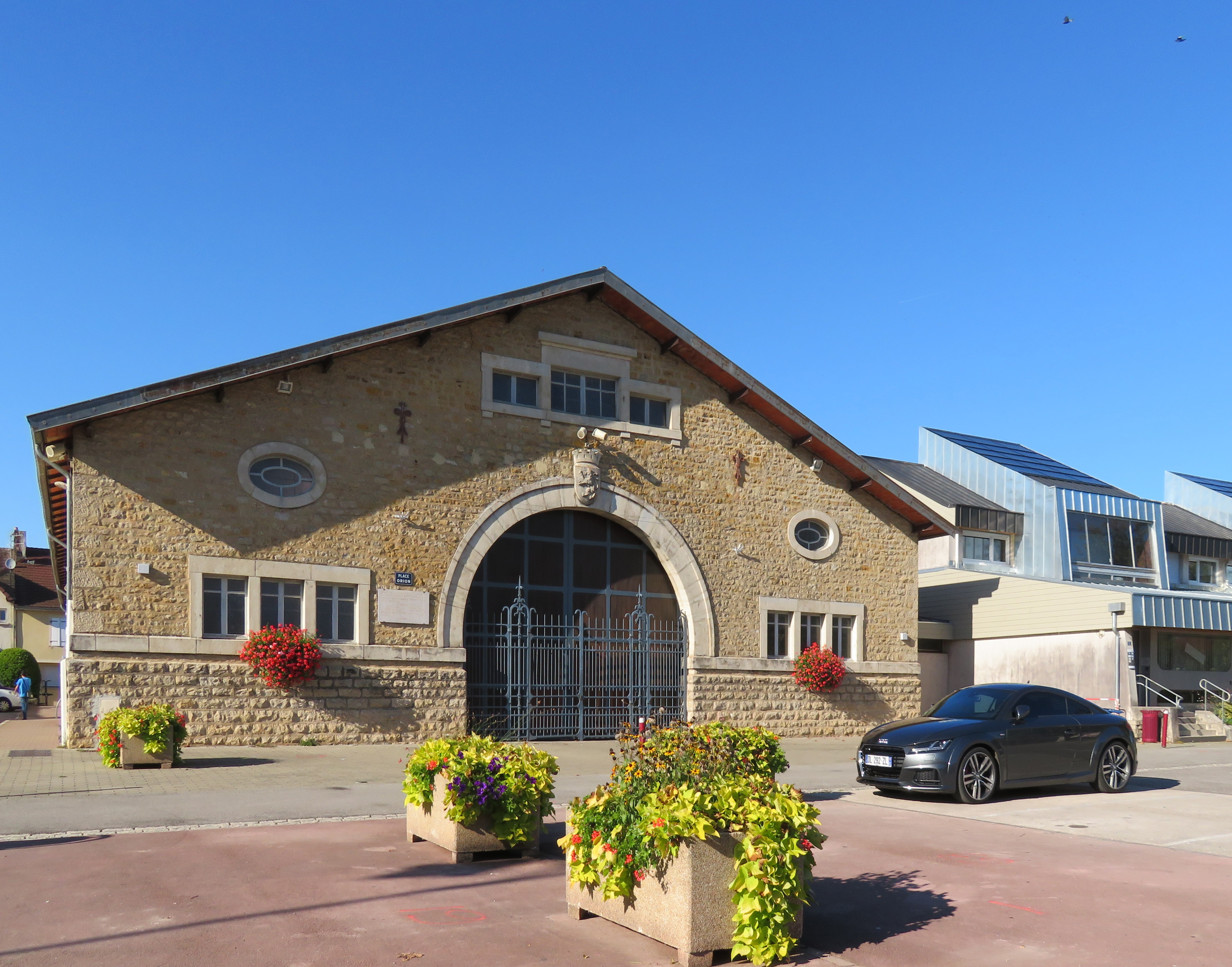
奥里翁大厅

2021年，布莱特朗境内暂无任何文化设施。布莱特朗市中心建有布雷斯-勒韦尔蒙多媒体中心（Médiathèque Bresse-Revermont），每周二、三、六向公众开放。

### 建筑
布莱特朗境内有多处历史建筑，其中镇中心的圣保罗回心教堂（Église de la Conversion-de-Saint-Paul de Bletterans）是当地的地标性建筑物。

### 旅游
布莱特朗的旅游事务由其所属的布雷斯-上塞耶市镇公共社区负责。2022年，布莱特朗境内暂无任何游客接待设施。

### 媒体
法国主要的媒体均可在布莱特朗接收，法国电视三台下属的勃艮第-弗朗什-孔泰大区频道在部分时段播出布莱特朗所属区域的地方新闻。《汝拉之声》、蓝色法兰西贝桑松广播、天主教法语区广播汝拉省分台等是当地主要的地方性媒体。

## 相关人物
法国历史学家阿尔方斯·鲁塞出生于布莱特朗。

## 友好城市
截至2022年11月，布莱特朗共与一座城市互为友好城市关系：
- 比利时 蒂安